# Nanne Storm

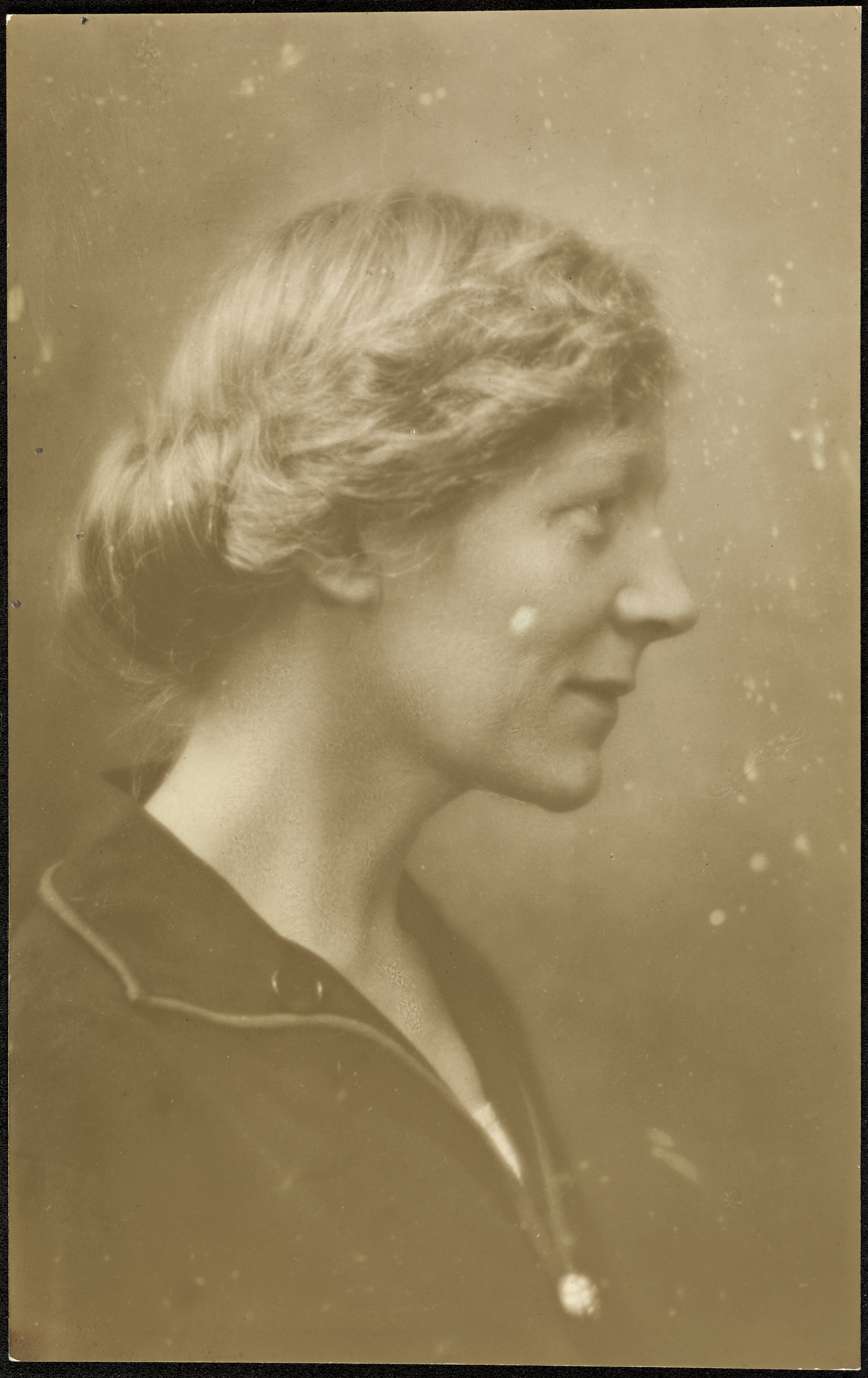
Nanne Storm.

Nanne Storm, född 31 augusti 1873 i Horten, död 15 mars 1953 i Lofthus, var en norsk pianist och musikpedagog.
Storm studerade vid Det Kongelige Danske Musikkonservatorium i Köpenhamn 1889–92 och var senare lärjunge till Agathe Backer-Grøndahl samt Ferruccio Busoni i Berlin och Élie-Miriam Delaborde i Paris. Hon inledde 1900 en lovande konsertverksamhet (även i London och Paris), men var därefter främst verksam som musikpedagog i Oslo. Hon var ordförande i Oslo Musiklærerforening 1907–29 och arbetade för norska musiklärares utbildning och ekonomiska och sociala ställning. För sina insatser inom norskt musikliv tilldelades hon norske kungens förtjänstmedalj i guld.